# Should’ve Listened
Should’ve Listened' – utwór, a zarazem piąty singel kanadyjskiego zespołu rockowego Nickelback, pochodzący z czwartego studyjnego albumu „The Long Road” wydanego we wrześniu 2003 roku. Utwór został zamieszczony na ósmej pozycji na krążku, twa 3 minuty i 42 sekundy i jest jednym z krótszych utworów na płycie. Tekst utworu napisał wokalista grupy Chad Kroeger, natomiast muzykę skomponował wspólnie cały zespół. Utwór ukazał się na singlu jedynie w Wielkiej Brytanii w formie singla radiowego. Jego premiera nastąpiła 17 sierpnia 2004 roku. Utwór jednak nie osiągnął żadnego sukcesu na tamtejszych listach przebojów.

## Znaczenie tekstu
Tekst utworu jest osobistym przeżyciem wokalisty grupy, Chada Kroegera. Opowiada on o jego trudnych relacjach z ojcem, o tym że w niektórych przypadkach powinien był go słuchać, by nie popełniać błędów. W utworze wokalista opisuje związek dwóch ludzi, który się rozpada, ze względu na to iż właśnie główny bohater nie słuchał dobrych rad. Tematykę trudnych relacji z własnym ojcem, Kroeger poruszył także w singlowym utworze „Too Bad” z 2001 roku.
Utwór rozpoczyna się balladowym prawie że bluesowym wstępem, gdzie słychać jest jedynie grę gitary akustycznej. Po prawie trzech minutach trwania utworu, utwór zyskuje na ciężkości, poprzez brzmienie gitar elektrycznych. Utwór należy do jednej z najspokojniejszych kompozycji zawartych na albumie. Zawiera w sobie mieszankę blues rocka i rocka alternatywnego.
W 2007 roku, muzyk country Travis Tritt przy okazji nagrywania płyty „The Storm” nagrał cover tego utworu. W nagrywaniu brał również udział Chad Kroeger.

## Utwór na koncertach
„Should’ve Listened” było grane na żywo jedynie w roku 2004, podczas trwania trasy „The Long Road Tour”. Rzadko grany był w wersji albumowej, przeważnie był wykonywany w wersji akustycznej.

## Lista utworów na singlu
Single CD:
| Nr |  | Tytuł                | Tekst        | Muzyka     | Długość |
| -- |  | -------------------- | ------------ | ---------- | ------- |
| 1. |  | „Should’ve Listened” | Chad Kroeger | Nickelback | 3:42    |
|    |  |                      |              |            |         |

## Twórcy
Nickelback
- Chad Kroeger – śpiew, gitara rytmiczna, produkcja
- Ryan Peake – gitara prowadząca, wokal wspierający
- Mike Kroeger – gitara basowa
- Ryan Vikedal – perkusja

Produkcja
- Nagrywany: Kwiecień – Sierpień 2003 w studiu „Green House Studios” (Burnaby) oraz w „Mountain View Studios” (Abbotsford) w Vancouver
- Producent muzyczny: Chad Kroeger, Joe Moi
- Miks utworu: Randy Staub w „The Warehouse Studios” w Vancouver
- Asystent inżyniera dźwięku: Zach Blackstone
- Mastering: George Marino w „Sterling Sound”
- Koordynator prac albumu: Kevin “Chief” Zaruk
- Aranżacja: Chad Kroeger, Ryan Peake, Mike Kroeger, Ryan Vikedal
- Tekst piosenki: Chad Kroeger

Inni
- Management: Bryan Coleman z Union Entertainment Group
- Pomysł okładki: Nickelback
- Wytwórnia: Roadrunner Records

## Covery
- Travis Tritt